# عید آن سال‌ها
عید آن سال‌ها نام یک مجموعهٔ تلویزیونی ایرانی به کارگردانی «سعید ابراهیمی‌فر» است که در سال ۱۳۷۷ تولید و در سال ۱۳۷۸ از شبکه ۲ سیمای جمهوری اسلامی ایران پخش گردید.

## خلاصه داستان
در خانه‌ای قدیمی، همه چیز برای نوروز ۱۳۷۸ آماده می‌شود. پیرمردی که سرایدار آنجاست، خانه را آب و جارو می‌کند تا خانمِ خانه، سال‌تحویل را با فرزندان و نوادگان خود جشن بگیرد. انتظارِ تحویل سال، بهانه‌ای است تا خاطرات این خانواده از نوروزِ سالهای گذشته - از ۳ اسفند ۱۲۹۹ (کودتای رضاخان) تاکنون - مرور شود.

## بازیگران و عوامل تولید

### بازیگران
- آتنه فقیه‌نصیری در نقش «زیبا تهرانی»
- قربان نجفی در نقش «محمد جعفر»
- عبدالرضا اکبری در نقش «عطا مستوفی» (همسر زیبا)
- حمید لولایی در نقش «میرزا مسعود تهرانی»
- رضا سعیدی در نقش «خان دایی»
- حسن پورشیرازی در نقش «یونس» (همسر سرور)
- حمیرا ریاضی در نقش «سرور تهرانی» (خواهر زیبا)
- مجید مشیری در نقش «محسن تهرانی» (برادر زیبا)
- فرزانه نشاط‌خواه در نقش «عمه شمسی»
- مهناز فصاحتی
- مجید علم‌بیگی در نقش «طهماسب»
- بیژن بنفشه‌خواه در نقش «خسرو» (پسر زیبا و عطا)
- قاسم زارع
- هادی مقدم
- رویا فلاحی در نقش «مهرخ» (دختر سرور و یونس)
- رزا آرایش
- یکتا ناصر
- مهران غفوریان در نقش «پورقناد» (همسر مهرخ)
- اکبر دودکار
- بهناز جعفری در نقش «لیلی» (دختر زیبا)
- رضا توکلی
- گیتی معینی
- پروین میکده
- فرزاد حسنی
- بهروز شعیبی
- پندار اکبری
- محسن قاضی‌مرادی
- غلامرضا عارف‌نژاد
- فاطمه علیزاده عرب
- آرش سجادی حسینی
- امیرحسین امیرشاهرخی
- شهریار حاج‌احمدی
- یدالهر زبردست‌مقدم
- علی‌اکبر مسروری
- آرزو ظاهرطبری
- ترانه طلیعه‌نوری
- محمدرضا فرجی
- حسین رنگی‌وند
- صفدر سیاهپوش
- سولماز نادرپور
- پگاه روبان‌زاده
- مجید احتشامی
- بهزاد محمودی راد(بهنام محمودی)
- فهیمه رحیم‌نیا
- فاطمه صامتی
- پریسا غفوری
- ایرج قصاب
- رایا نصیری در نقش «مینا» (همسر محسن)[۲]
- آرش نوذری
- حبیب ثامنیه
- لعیا باستانی
- [[بیتا حیدری]]
- یوسف آزاد
- غزاله گلدوز
- رضا غفوری
- محمد توسلی
- فرهنگ ملک
- پریسا وثوقی
- مریم ذاکری
- جواد سلیمی
- سعدی قوتی
- کیوان مقدم
- جعفر توکلی
- سمیرا قاسمی
- مهتاب باجلان
- آذر باجلان
- بهاره گلریز
- جواد کریمی
- محمد حسین‌خانی

### عوامل تولید
- نویسنده و کارگردان: سعید ابراهیمی‌فر
- دستیار کارگردان و برنامه‌ریز: بهروز شعیبی[۳]
- مدیر فیلمبرداری: همایون پایور
- تدوین: مهرداد عسکری
- طراح چهره پردازی: جلال الدین معیریان
- تهیه‌کننده: محمدمهدی دادگو
- فرمت تصویر: ویدئویی
- محصول: «سیمافیلم» به سفارش شبکه ۲ سیمای جمهوری اسلامی ایران
- سال تولید و پخش: ۱۳۷۸-۱۳۷۷